# Eriococcus stauroporus
Eriococcus stauroporus är en insektsart som först beskrevs av Miller 1992.  Eriococcus stauroporus ingår i släktet Eriococcus och familjen filtsköldlöss. Inga underarter finns listade i Catalogue of Life.